# Laxmikant Berde
Laxmikant Berde (Ratnagiri, 26 oktober 1954 – Mumbai, 16 december 2004), was een Indiaas acteur die met name in Marathi en Hinditalige films speelde.

## Biografie
Terwijl Berde als werknemer bij de Mumbai Marathi Sahitya Sangh werkte, begon hij met kleine rollen te spelen in Marathi toneelstukken. In 1983-1984 kreeg hij zijn eerste grote rol in Purshottam Berde's Marathi toneelstuk Tur Tur die een hit werd en Berde's stijl van komedie werd gewaardeerd.
Berde maakte zijn filmdebuut met de Marathi-film Lek Chalali Sasarla uit 1984. Vervolgens speelden hij en acteur Mahesh Kothare samen in de films Dhoom Dhadaka (1984) en De Danadan (1987). Beide films werden beroemd en hielpen Berde om zijn kenmerkende komediestijl te vestigen. In de meeste films speelde hij samen met Kothare of met acteur Ashok Saraf. Het duo Berde-Saraf wordt gezien als een succesvol combinatie. Berde, samen met Ashok Saraf, Sachin Pilgaonkar en Mahesh Kothare vormden een succesvol kwartet in Marathi-films nadat ze samen hadden opgetreden in Ashi Hi Banwa Banwi (1989). In de meeste films was Berde gekoppeld aan actrice en zijn toekomstige vrouw Priya Arun.
Berde's eerste Hindi-film was Maine Pyar Kiya (1989). Enkele van zijn andere populaire Hindi-films zijn 100 Days, Beta (1991), Saajan (1992), Anari (1993), Hum Aapke Hain Koun..! (1994), Mere Sapno Ki Rani (1997) en Aarzoo (1999). Berde bleef ook werken als hoofdrolspeler in populaire Marathi-toneelstukken zoals Shantecha Karta Chalu Aahe en anderen.
In 1992 probeerde Berde te ontsnappen aan zijn komische vorm en speelde hij een serieuze rol in de film Ek Hota Vidushak. De film was echter geen commercieel succes en Berde keerde terug naar zijn kenmerkende komedie.
Van 1985 tot 2000 speelde Berde in vele andere Marathi-kaskrakers zoals Aamhi Doghe Raja Rani (1986), Hamaal De Dhamaal, Balache Baap Brahmachari, Bhootacha Bhau, Thartharat (1989), Eka Peksha Ek, Dhadakebaaz (1990) en Zapatlela (1993). In de laatste jaren van zijn leven runde Berde zijn eigen productiehuis Abhinay Arts, genoemd naar zijn zoon Abhinay Berde.
Berde overleed in Mumbai op 16 december 2004 aan het gevolg van een nieraandoening. Hij vertolkte gedurende zijn carrière een rol in meer dan 200 Marathi en Hindi films. Hij was voor het laatst te zien in de Marathi film Ghar Grihasti (2004) en de Hindi film Insan (2005).